# 村上耕平
村上 耕平（むらかみ こうへい、1986年5月19日 - ）は、日本の俳優。東京都出身。旧芸名は上村 光平（うえむら こうへい）。シャイニングレイ所属（2014年12月より合同会社shiningray）。過去の所属事務所は、CUBE、MILK IT Inc.所属、ヴォーカル株式会社多摩美術大学造形表現学部卒業。愛称はコペ（Kope）。
「村上幸平」名義で子役として活動していた。2003年、第16回ジュノン・スーパーボーイ・コンテストにて審査員特別賞を受賞。「上村光平」の芸名で活動し、CUBE離籍後の2006年、舞台『ROCK MUSICAL BLEACH』出演より現芸名。
2020年からは、こぺとしてリアルピースに所属しての活動も開始。

## 出演

### テレビドラマ
- 葵 徳川三代（2000年[3]、NHK） - 徳川頼宣 役（少年期）
- 太閤記 サルと呼ばれた男（2003年12月、フジテレビ） - 森蘭丸 役
- マザー&ラヴァー 第5話（2004年11月、関西テレビ）
- 仮面ライダードライブ 第18話・19話（2015年2月15日・22日、テレビ朝日） - ブラックキャンドルのリーダー / 不良役
- 行列のできる法律相談所／中島健人役/堂本光一役／三浦翔平役

### 舞台
- Daisy Pulls It Off（2003年12月 - 2004年1月） - ドーラ・ジョンストン 役
- ROCK MUSICAL BLEACH（2006年 - 2010年） - 山田花太郎 役
- 目指さない場所（2010年3月） - 高原光太郎 役
- SHINSENGUMI（2010年7月） - 藤堂平助 役
- オムニー3 〜遅刻しただけで15万も取んの!?〜（2011年8月 - 9月）
- ONLY SILVER FISH（2011年9月 - 10月）
- 桃太郎外伝 〜ライズアップヒーロー!〜（2012年5月）
- なんとなく世直し（2013年1月） - 城ひかる 役
- Live in toRAIN No.A-h 〜愛すべき隣人/地底に閉じ込められた未来〜（2013年2月） - マコト 役
- 応! 〜吠えろ! 叫べ! 打ち砕け! すべての軛を引きちぎれ!〜（2013年4月）
- 組曲『空想』（2013年7月）
- Summer's Rain（2014年6月）
- CLOCK ZERO 〜終焉の一秒〜 Re-verse-mind（2015年7月） - 情報屋 役
- マフィアモーレ☆（2016年2月） - テオ 役
- CLOCK ZERO 〜終焉の一秒〜 Watch Over（2016年3月） - 情報屋 役
- ツキステ。スクールレボリューションVer.Black（2017年3月8日 - 12日、Zeepブルーシアター） - 村田幸喜 役

### 配信ドラマ
- モトサヤ No SEX ≠ No LOVE? もっと私を見てほしい（2013年） - 岸辺悠馬 役

### 映画
- かまち（2004年[3]） - 青木洋介 役

### CM
- バンダイナムコゲームス PSP「NARUTO -ナルト- 疾風伝 キズナドライブ」（2010年） - うずまきナルト 役

### ゲーム
- ウインドボーイズ！（2021年） - 兼古宗州 役[4]